# Pozzo di Zsolnay
Il Pozzo di Zsolnay (più semplicemente detto "Pozzo Zsolnay"; in ungherese: Zsolnay-kút, IPA: ˈʒolnɒi ˈkuːt) è un pozzo monumentale in stile liberty, situato nella piazza Széchenyi di Pécs. Fu realizzato con smalto eosino nel 1912, da Miklós Zsolnay, per commemorare il padre Vilmos.